# Tellervo kroeseni
Tellervo kroeseni är en fjärilsart som beskrevs av Martin 1910. Tellervo kroeseni ingår i släktet Tellervo och familjen praktfjärilar. Inga underarter finns listade i Catalogue of Life.